# The Treatment (группа)
The Treatment [ðə ˈtriːtmənt] — британская группа, играющая в стиле хард-рок. Основана в Кембридже в 2008 году.
До этого часть музыкантов уже играла вместе в команде под названием «God Sacks Man».

## История группы

### Первые шаги
Первые выступления по Великобритании начинаются в 2010 году.
В 2011 году 9 июля группа выступила на фестивале Sonisphere на сцене Jägermeister. Позже состоялся британский тур The Treatment вместе с New Device, Lethargy и Million Dollar Reload, организованный лейблом Powerage.
После Medication For The Nation Tour в Великобритании группа отправляется в турне на разогреве у Alice Cooper, Steel Panther и Thin Lizzy.
19 сентября на лейблах Universal Music Group и Spinefarm Records выходит первый альбом «This Might Hurt».
Позже, 21 апреля 2012 The Treatment и Spinefarm выпускают EP с каверами на композиции таких групп, как Electric Light Orchestra, Slade и др. Диск получил название «Then and Again».
9 июня 2012 The Treatment играют на Pepsi Max Stage в рамках Download Festival в замке Donnington. Также в 2012 The Treatment разогревают Kiss и Mötley Crüe в их туре «The Tour» и выступают в Бельгии на Graspop Metal Meeting.
В 2013 выступают на Ozzfest в Японии 11 мая и на разогреве у Слэшa на четырёх концертах бывшего «Ганза» в Великобритании.
Также в 2013 группа разогревала Status Quo в рамках Frantic Four Reunion Tour с оригинальным составом Status Quo.
3 февраля 2014 выходит второй полноформатник под названием «Running With The Dogs».
В июне 2014 The Treatment выступают на разогреве у Aerosmith. 8 июня играют на фестивале Rock Am Ring в Германии, а 9 на Rock Im Park. 12 июня — на Impact Festival в Польше, 15 июня — на Download Festival, 22 числа — Rock The Ring в Швейцарии. 27 июня возвращаются на Graspop Metal Meeting, а 6 сентября играют во Франции на Raismes Festival.
Совместно с Reckless Love в 2014 году у Treatment выходит мини-сборник на 12-дюймовом оранжевом виниле, приуроченный ко Дню музыкального магазина. Сборник выпущен лейблом Spinefarm Records и включает в себя по 2 трека от каждой группы.
В ноябре поддерживают Scorpions на концертах в Голландии и Бельгии.
Февраль 2015 — это небольшой тур по Австралии.

### Смена состава
29 марта 2015 группу покидает вокалист Мэтт Джонс, «отслуживший» там с самого основания. Также группу покидает Ди Даммерс, один из гитаристов.
7 мая становятся известны новые участники: это проявивший себя на вокальном шоу «The Voice UK» Митчел Эммс и младший брат уже находящегося в группе Грэя, Тэо Грэй. Последний присоединяется группе буквально после выпускного вечера.
25 июля 2015 года группа выступила на фестивале Steelhouse вместе с Y&T, Nazareth и UFO. В сентябре 2015 годаThe Treatment разогревали W.A.S.P. на гастролях в Великобритании. В конце года становится известно о скором выходе третьего студийного альбома.
7 октября 2015 группу подписывает итальянский лейбл Frontiers records.
В 2016 году состоялись туры на разогреве у Reckless Love и Airbourne. 18 марта выходит третий полноформатный альбом «Generation me».
2017 год начинается успешным турне по Европе и не менее успешными концертами на родине. В июне The Treatment вновь выходят на одну сцену со Scorpions, на этот раз во Франции. Летом играют на различных фестивалях, в том числе и на главной сцене Hellfest.
После выступления на McMillan Fest вокалист Митчел Эммс объявляет, что покидает группу по личным причинам.

### Новая эра
На концерте 18 декабря 2017-го The Treatment представляют своего нового вокалиста Тома Рэмптона (экс. Freeway Mad) и объявляют о планах на будущий год: очередной альбом и тур с The Dead Daisies.
2018 год начинается с разогрева RavenEye. А 10 апреля группа отправляется в мини-тур в поддержку Dead Daisies и анонсирует осенний хэдлайн-тур совместно с Airrace. Играют на BLove Music Festival (Великобритания). Выходит сингл «Let’s get dirty».
В 2019 году — ещё один тур с Airrace.
В январе выходит сингл — «Bite Back» с грядущего альбома «Power Crazy», релиз которого заявлен на 22 марта, с последующим туром в его поддержку.
В начале марта лейбл выпускает клип на песню «Hang Them High», позже выходит ещё одно музыкальное видео на «Luck of the draw», кардинально отличающееся по стилю от типичных работ группы.
Выступают на фестивалях The Ice Rock (Швейцария), Communion of rock, Call of the wild, Holledau (Германия), Firestorm Rocks, а летом впервые приезжают в Россию на фестиваль Big Gun, куда The Treatment были приглашены по заявке российского фан-сообщества. Выступление состоялось 28 июля.
На 2020 было заявлено несколько сольных концертов, кроме этого участие в ряде фестивалей: Hard Rock Hell (UK), Planet Rock Winter's End (UK), Gravity Festival (UK), но большая часть выступлений отменяется или переносится из-за эпидемии коронавируса.
Тем не менее, группа находится в студии и пишет новый альбом, выход которого планируется не раньше 2021 года.
22 апреля 2020 года бас-гитарист Рик Ньюман объявляет о решении покинуть группу, в которой играл 12 лет с самого основания, и вообще о намерении повесить гитару на гвоздь.
Коллектив начинает поиск нового басиста, однако, если постоянная кандидатура к моменту первых концертов после пандемии не будет найдена, Рик обещает доиграть с группой запланированные шоу, пока это не произойдёт.
Для записи пятого альбома группа на неделю переезжает в легендарную студию Rockfield, где была создана «Богемная Рапсодия» группы Queen.
18 сентября 2020 года становится известно имя нового басиста — Энди Милбёрн.
Выход нового альбома «Waiting for good luck» запланирован на 9 апреля 2021, а 2 февраля выходит первый сингл и клип с грядущей пластинки. Музыкальное видео «Rat Race» собрало 50 000 просмотров за неделю, но дальше их рост замедлился.
Второй сингл «Wrong way», вышедший 4 марта, становится более успешным, чем «Rat Race», хотя и клип на него снят в том же месте и так же, как и предыдущий, не содержит художественной сюжетной линии.

## Состав

### Текущий состав
- Дани Мэнсворт — барабаны (2008 — наши дни)
- Тэго Грэй — гитара/бэк-вокал (2008 — наши дни)
- Тэо Грэй — гитара/бэк-вокал (2015 — наши дни)
- Том Рэмптон — вокал (2017 — наши дни)

### Бывшие участники
- Бен Бруклэнд — гитара (2008 — 2013)
- Джэйк Пэттинсон — гитара (2013 — 2014)
- Мэтт Джонс — вокал (2008 — 2015)
- Фабиан «Ди» Даммерс — гитара (2014 — 2015)
- Митчел Эммс — вокал (2015 — 2017)
- Рик «Своггл» Ньюмэн — бас-гитара (2008 — 2020)
- Энди Милбёрн — бас-гитара (2020 — 2024)

## Дискография

### Студийные альбомы
- This Might Hurt (2011)
- Running With The Dogs (2014)
- Generation Me (2016)
- Power Crazy (2019)
- Waiting For Good Luck (2021)
- Wake Up the Neighbourhood (2024)

### EP
- Then and Again (Каверы) (2012)
- Reckless Love, The Treatment — Die Hard / Angel Falling (12", Ora) (2014)

### Видеоклипы/синглы
- «Drink, Fuck, Fight» (2011)
- «The Doctor» (2012)
- «Nothing To Lose But Our Minds» (2012)
- «I Bleed Rock + Roll» (2013)
- «Emergency» (2014)
- «Running with the Dogs» (2014)
- «The Outlaw» (2014)
- «Let It Begin» (2016)
- «The Devil» (2016)
- «Generation Me» (2016)
- «Bloodsucker» (2016)
- «Let’s get dirty» (2018)
- «Bite back» (2019)
- «Hang them high» (2019)
- «Luck of the draw» (2019)
- «Rat race» (2021)
- «Wrong way» (2021)
- «Devil In The Detail» (2021)
- «Back to the 1970's» (2024)
- «Let’s Wake Up This Town» (2024)
- «When Thunder and Lightning Strikes» (2024)
- «Man On The Highwire» (2024)